# なんだか人が恋しくて
『なんだか人が恋しくて』（なんだかひとがこいしくて）は、1994年3月19日にNHK総合で放送されたテレビドラマ。石川県をロケ地として製作された。第31回ギャラクシー賞奨励賞受賞。

## あらすじ
女子高の厳格な教師である井口は生徒たちから嫌われ、家庭でも妻子から疎まれる存在。そんな井口にもかつて若い頃に熱烈に恋した女子生徒がいた。相思相愛だったものの、教師としての体面を気にしていたばかりに恋愛は成就せず、その相手である知代は別の男性と結婚してしまったのである。ある日井口は知代が夫を亡くしたと知り、仕事だと嘘をついて、彼女の住む石川県へと向かうが、乗った電車には生徒の邦枝が他校の男子生徒と乗っていた。井口は逃げようとするが、井口のことが気に食わない邦枝はここぞとばかりに井口の行動を追及する。結局、井口と邦枝と男子生徒は一緒に旅をすることになり、知代の元へ向かうのだが・・・。

## キャスト
- 井口 ： 平田満
- 知代 ： 石野真子
- 邦枝 ： 佐藤友紀
- 邦枝のボーイフレンド ： 毛利賢一
- 新井康弘
- 小松政夫

## スタッフ
- 脚本 ： 山田太一
- 演出 ： 伊豫田静弘
- 音楽 ： 渡辺俊幸
- 制作・著作 ： NHK名古屋放送局